# Give a Little More
Singles de Maroon 5
Misery
(2010) Hands All Over
(2010)
Pistes de Hands All Over
Misery Stutter
Give a Little More est une chanson du groupe américain Maroon 5, second single extrait du troisième album. 

## Clip vidéo
Les premières images du clip sont visibles sur internet à partir du 12 août 2010. On peut y voir le groupe jouant durant une grande fête.

## Classements par pays
| Classement (2010)                      | Meilleure position |
| -------------------------------------- | ------------------ |
| États-Unis Billboard Billboard Hot 100 | 86                 |
| Canadian Hot 100                       | 91                 |